# Municipio de East Lampeter
El municipio de East Lampeter (en inglés: East Lampeter Township) es un municipio ubicado en el condado de Lancaster en el estado estadounidense de Pensilvania. En el año 2000 tenía una población de 13.556 habitantes y una densidad poblacional de 262.4 personas por km².

## Geografía
El municipio de East Lampeter se encuentra ubicado en las coordenadas 40°04′00″N 76°15′23″O / 40.06667, -76.25639.

## Demografía
Según la Oficina del Censo en 2000 los ingresos medios por hogar en la localidad eran de $46,179 y los ingresos medios por familia eran de $54,494. Los hombres tenían unos ingresos medios de $36,718 frente a los $25,578 para las mujeres. La renta per cápita de la localidad era de $22,744. Alrededor del 6,5% de la población estaba por debajo del umbral de pobreza.